# Lijst van partijleiders van de Partij voor de Dieren
De partijleider van de Partij voor de Dieren is tijdens de Tweede Kamerverkiezingen de lijsttrekker. Meestal bekleedt de partijleider de functie van fractievoorzitter in de Tweede Kamer. De eerste partijleider en lijsttrekker was Marianne Thieme.

## Partijleiders
| Partijleiders | Partijleiders          | Partijleiders                 | Termijn                          | Functie(s) als leider / Overige functie(s)                                | Lijsttrekker             |
| ------------- | ---------------------- | ----------------------------- | -------------------------------- | ------------------------------------------------------------------------- | ------------------------ |
|               | M.L. (Marianne) Thieme | M.L. (Marianne) Thieme (1972) | 28 oktober 2002 – 8 oktober 2019 | Lid Tweede Kamer (2006–2019) Fractievoorzitter Tweede Kamer (2006–2019)   | 2003 2006 2010 2012 2017 |
|               | E. (Esther) Ouwehand   | E. (Esther) Ouwehand (1976)   | 8 oktober 2019 – heden           | Lid Tweede Kamer (2006–heden) Fractievoorzitter Tweede Kamer (2019–heden) | 2021 2023                |